# Бревијер (Сома)
Бревиле (фр. Brévillers) насеље је и општина у североисточној Француској у региону Пикардија, у департману Сома која припада префектури Амјен.
По подацима из 2011. године у општини је живело 107 становника, а густина насељености је износила 58,47 становника/km². Општина се простире на површини од 1,83 km². Налази се на средњој надморској висини од 156 метара (максималној 156 m, а минималној 130 m).

## Демографија
| 1962. | 1968. | 1975. | 1982. | 1990. | 1999. | 2011. |
| ----- | ----- | ----- | ----- | ----- | ----- | ----- |
| 52    | 60    | 52    | 63    | 74    | 87    | 107   |

График промене броја становника у току последњих година